# Tour du ministère soviétique de l'Industrie lourde
La tour du ministère soviétique de l'industrie lourde est un gratte-ciel de bureaux de 133 mètres de hauteur construit à Moscou en 1953. Parmi les autres noms du bâtiments, 'Red Square Gate', 'Lermontov Tower', 'Krasnye Vorota', 'Lermontovskaya Square', 'Ministry of Transportation'.

## Histoire
L'immeuble construit dans un style stalinien fait partie des 'sept sœurs de Staline' construit à Moscou dans les années 1950. Il abritait les services chargés de gérer l'industrie lourde en URSS. Il a été conçu et construit par les architectes Alexeï Douchkine et Mezentsev.
Les ailes droite et gauche situées de part et d'autre de la tour centrale comprennent 300 appartements.